# Liga Leumit 1964-1965
La Liga Leumit 1964-1965 è stata la 25ª edizione della massima serie del campionato israeliano di calcio.
Presero parte al torneo 16 squadre, che si affrontarono in un girone all'italiana con partite di andata e ritorno. Per ogni vittoria si assegnavano due punti e per il pareggio un punto.
Le ultime due classificate sarebbero state retrocesse in Liga Alef, dalla quale sarebbero state promosse le prime due classificate.
L'Hakoah Ramat Gan replicò subito al successo dei concittadini dell'Hapoel, vincendo il suo primo titolo nazionale. Per la prima (e, ad oggi, unica) volta, due edizioni consecutive del campionato israeliano erano state vinte da due squadre provenienti dalla medesima città che non fosse Tel Aviv.
Capocannonieri del torneo furono Israel Ashkenazi, del Maccabi Giaffa, e Itzhak Mizrahi, del Bnei Yehuda, con 18 goal.

## Squadre partecipanti
| Club                | Città       |
| ------------------- | ----------- |
| Beitar Tel Aviv     | Tel Aviv    |
| Bnei Yehuda         | Tel Aviv    |
| Hakoah Ramat Gan    | Ramat Gan   |
| Hapoel Gerusalemme  | Gerusalemme |
| Hapoel Haifa        | Haifa       |
| Hapoel Petah Tiqwa  | Petah Tiqwa |
| Hapoel Ramat Gan    | Ramat Gan   |
| Hapoel Tel Aviv     | Tel Aviv    |
| Hapoel Tiberiade    | Tiberiade   |
| Maccabi Giaffa      | Giaffa      |
| Maccabi Haifa       | Haifa       |
| Maccabi Netanya     | Netanya     |
| Maccabi Petah Tiqwa | Petah Tiqwa |
| Maccabi Sha'arayim  | Rehovot     |
| Maccabi Tel Aviv    | Tel Aviv    |
| Shimshon Tel Aviv   | Tel Aviv    |

## Classifica finale
|                     | Pos. | Squadra             | Pt | G  | V  | N  | P  | GF | GS | DR  |
| ------------------- | ---- | ------------------- | -- | -- | -- | -- | -- | -- | -- | --- |
| Campione di Israele | 1.   | Hakoah Ramat Gan    | 37 | 30 | 13 | 11 | 6  | 42 | 24 | +18 |
|                     | 2.   | Hapoel Petah Tiqwa  | 37 | 30 | 15 | 7  | 8  | 54 | 42 | +12 |
|                     | 3.   | Hapoel Tel Aviv     | 36 | 30 | 15 | 6  | 9  | 48 | 30 | +18 |
|                     | 4.   | Maccabi Tel Aviv    | 33 | 30 | 14 | 5  | 11 | 46 | 31 | +15 |
|                     | 5.   | Hapoel Haifa        | 32 | 30 | 12 | 8  | 10 | 48 | 38 | +10 |
|                     | 6.   | Maccabi Sha'arayim  | 31 | 30 | 12 | 7  | 11 | 28 | 32 | -4  |
|                     | 7.   | Maccabi Netanya     | 31 | 30 | 14 | 3  | 13 | 46 | 56 | -10 |
|                     | 8.   | Hapoel Ramat Gan    | 30 | 30 | 12 | 6  | 12 | 34 | 34 | 0   |
|                     | 9.   | Shimshon Tel Aviv   | 30 | 30 | 9  | 12 | 9  | 38 | 39 | -1  |
|                     | 10.  | Maccabi Petah Tiqwa | 29 | 30 | 10 | 9  | 11 | 39 | 42 | -3  |
|                     | 11.  | Bnei Yehuda         | 28 | 30 | 9  | 10 | 11 | 48 | 48 | 0   |
|                     | 12.  | Maccabi Giaffa      | 28 | 30 | 11 | 6  | 13 | 44 | 49 | -5  |
|                     | 13.  | Hapoel Gerusalemme  | 28 | 30 | 9  | 10 | 11 | 32 | 39 | -7  |
|                     | 14.  | Beitar Tel Aviv     | 27 | 30 | 10 | 7  | 13 | 33 | 39 | -6  |
|                     | 15.  | Maccabi Haifa       | 24 | 30 | 8  | 8  | 14 | 42 | 44 | -2  |
|                     | 16.  | Hapoel Tiberiade    | 19 | 30 | 6  | 7  | 17 | 34 | 69 | -35 |

## Verdetti
- Hakoah Ramat Gan campione di Israele 1964-1965
- Maccabi Haifa e Hapoel Tiberiade retrocessi in Liga Alef 1965-1966
- Hapoel Mahane Yehuda e Hapoel Be'er Sheva promossi in Liga Leumit 1965-1966